# Samuel Dinsmoor Jr.
Samuel Dinsmoor Jr., född 8 maj 1799 i Keene i New Hampshire, död 24 februari 1869 i Keene i New Hampshire, var en amerikansk politiker (demokrat). Han var New Hampshires guvernör 1849–1852. Han var son till Samuel Dinsmoor som hade varit guvernör 1831–1834.
Dinsmoor efterträdde 1849 Jared W. Williams som guvernör och efterträddes 1852 av Noah Martin.